# 엑스라지
엑스라지(X-Large)는 2001년 1집 앨범 [Their First Thing]으로 데뷔한 대한민국의 음악 그룹이다.

## 음반
- Their First Thing (2001)
- Chapter 2 (2002)